# Герасимов, Игорь Юрьевич
И́горь Ю́рьевич Гера́симов (22 февраля 1963, Тольятти — 19 августа 1994, там же) — советский боксёр, представитель первой полусредней весовой категории. Выступал на всесоюзном уровне в первой половине 1980-х годов, обладатель Кубка СССР, чемпион Вооружённых Сил СССР, победитель турниров республиканского и всесоюзного значения. На соревнованиях представлял Вооружённые Силы, мастер спорта СССР.

## Биография
Игорь Герасимов родился 22 февраля 1963 года в городе Тольятти Куйбышевской области. Активно заниматься боксом начал с раннего детства, вместе со старшим братом Владимиром проходил подготовку в местной секции под руководством тренера Евгения Николаевича Подрезова. Позже во время службы в армии в течение многих лет был подопечным Дмитрия Юрьевича Грубова.
Добиваясь успеха на республиканском уровне, неоднократно включался в состав сборной команды Узбекской ССР, где проходил службу будучи военнослужащим. Победитель международного турнира Пальмиро Тольятти 1981 года, чемпион Вооружённых Сил СССР, в 1985 году стал обладателем Кубка СССР, тогда же выиграл всероссийские спортивные игры. Выполнил норматив мастера спорта СССР по боксу. Всего провёл в олимпийском любительском боксе 256 боёв, из них 210 закончил победой.
После завершения спортивной карьеры работал тренером по боксу в Тольятти.
Умер 19 августа 1994 года. Похоронен на Тольяттинском городском кладбище.
Ежегодно в Тольятти проходит традиционный турнир по боксу, посвящённый памяти мастеров спорта СССР братьев Владимира и Игоря Герасимовых.